# Jean Navarre

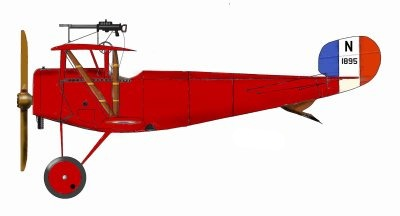
Samolot Navarre Nieuport-11

Jean Marie Dominique Navarre (ur. 8 sierpnia 1895 w Jouy-sur-Morin, zm. 10 lipca 1919 w Villacoublay) – francuski lotnik myśliwski z początkowego okresu I wojny światowej. Jako pierwszy uzyskał tytuł asa myśliwskiego.

## Życiorys
Urodził się w rodzinie przemysłowca w Jouy-sur-Morin w departamencie Seine-et-Marne. Od dzieciństwa interesował się lotnictwem, zamierzał zostać pilotem, lecz nie zdążył tego dokonać przed wybuchem wojny. Po wybuchu I wojny światowej w 1914, wstąpił jednak niezwłocznie do francuskiego lotnictwa wojskowego. Po ukończeniu kursu pilotażu został przydzielony do eskadry MS.12. Spotykając pierwszy niemiecki samolot w grudniu 1914, Navarre oddał kilka strzałów do niego z zabranego ze sobą karabinu, jednocześnie pilotując samolot.
1 kwietnia 1915 por. Robert – obserwator z załogi Navarre, lecącej samolotem Morane-Saulnier L „Parasol”, zestrzelił z karabinu pierwszy samolot – rozpoznawczy Aviatik, którego pilot został zmuszony do lądowania. Za to Navarre został odznaczony 6 kwietnia orderem Médaille Militaire. 25 października 1915 Navarre zestrzelił pierwszy samolot sam, pilotując myśliwiec Morane-Saulnier N.
Po przeniesieniu do eskadry N.67, operującej w rejonie Verdun, Navarre zaczął latać na myśliwcach Nieuport 11 „Bébé”. Przyniosło mu to wkrótce dalsze zwycięstwa. W tym okresie zaczęła się bitwa pod Verdun. 25 lutego 1916 udało mu się jako pierwszemu francuskiemu pilotowi zestrzelić dwa samoloty jednego dnia. Navarre zwykle latał samotnie, polując na samoloty wroga. Za patrolowanie nad liniami frontu, zaczął być nazywany w prasie „wartownikiem Verdun” (Le Sentinelle de Verdun). Obecność jego samolotu, pomalowanego w szerokie pasy w barwach francuskich, a następnie na czerwono, podnosiła przy tym morale żołnierzy w okopach. W marcu, gdy raniony został Georges Guynemer, Navarre stał się przejściowo czołowym francuskim asem myśliwskim. W dniu 24 kwietnia zestrzelił jeden samolot na pewno i trzy prawdopodobnie. W kwietniu został też promowany na stopień Sous-Lieutenant. 19 maja został zestrzelony, lecz zdołał wylądować uszkodzonym samolotem.
17 czerwca 1916 Navarre został ponownie zestrzelony w walce powietrznej nad Argonnamie, odnosząc tym razem poważne rany, lecz zdołał awaryjnie wylądować. Mimo odzyskania fizycznej sprawności, Navarre przeżył załamanie nerwowe. Dopiero po dwóch latach leczenia i rehabilitacji, powrócił na front w 1918, lecz nie będąc w pełni sprawnym, nie uczestniczył już w lotach bojowych.
W toku służby Navarre zestrzelił 12 nieprzyjacielskich samolotów na pewno (2 lub 3 ze strzelcem) i około 15 prawdopodobnie, gdzie nie zauważono miejsca upadku. Jako pierwszy pilot uzyskał tytuł asa myśliwskiego, nadawany we Francji po uzyskaniu 5 zwycięstw (pierwszym lotnikiem nazywany przez prasę „asem” był Adolphe Pégoud, który jednak większość ze swoich 6 zwycięstw odniósł wraz ze strzelcem-obserwatorem). Jean Navarre został odznaczony orderem Médaille Militaire, Legią Honorową V klasy (2 sierpnia 1915) i Croix de Guerre z palmami).
W 1919 został wybrany do wykonania przelotu pod Łukiem Triumfalnym w Paryżu podczas defilady. Ćwicząc ten przelot, 10 lipca 1919 poniósł śmierć w katastrofie samolotu.